# 郑州自然博物馆
郑州自然博物馆位于郑州市文化北路与开元路交叉口，是由郑州市政府专项资金支持、郑州师范高等专科学校承建的自然类博物馆，建立于2009年10月。主要收藏展览动物、植物、古生物、矿物、土壤、水资源等领域的标本，集教学、科研、科普于一体。

## 简介
展厅面积3,000平米，共设9个常设展区：
- 一层设：嵩山之春、南国夏风、大河金秋、冰雪风情、水生世界；
- 二层设：昆虫世界、生命支撑、绿色畅想、造化神秀。

展馆开辟了实验天地，为互动式探索自然奥秘的科普教育活动场所。展馆收藏、展示近万件标本，其中有扬子鳄、巨蜥、丹顶鹤、金雕、金钱豹等国家珍贵动物标本近百件。
此外，博物馆每年会推出若干个临时性专题展览。

## 荣誉
先后获得以下荣誉：
- 河南省林业厅“野生动植物保护基础地”
- 郑州市科学技术协会“郑州市科普教育基地”

## 参观
- 周一至周五：上午09：00-11：30 ；下午14：30——16：30
- 周一上午：闭馆，整理藏品
- 周六、周日：接受团体预约参观

交通线路：可乘K62路、90路、92路、95路、723路、156路。至文化路开元街站下车。